# STS-61-B
STS-61-B byla mise raketoplánu Atlantis. Celkem se jednalo o 23. misi raketoplánu do vesmíru a 2. pro Atlantis. Cílem letu mise bylo vynesení komunikačních satelitů MORELOS-B, AUSSAT-2 a SATCOM KU-2 na oběžnou dráhu. Uskutečnily se dva výstupy do otevřeného prostoru (EVA).

## Posádka
- Brewster H. Shaw Jr. (2) velitel
- Bryan Daniel O'Connor (1) pilot
- Mary L. Cleaveová (1) letový specialista 1
- Sherwood C. Spring (1) letový specialista 2
- Jerry L. Ross (1) letový specialista 3
- Rodolfo Neri Vela (1) specialista pro užitečné zatížení 1
- Charles D. Walker (3) specialista pro užitečné zatížení 2

V závorkách je uvedený dosavadní počet letů do vesmíru včetně této mise.

## Výstupy do vesmíru (EVA)
- EVA 1: 19. listopadu - 5 hodin, 32 minut (Ross a Spring)
- EVA 2: 1. prosince - 6 hodin, 41 minut (Ross a Spring)